# 이노우에 마사나오

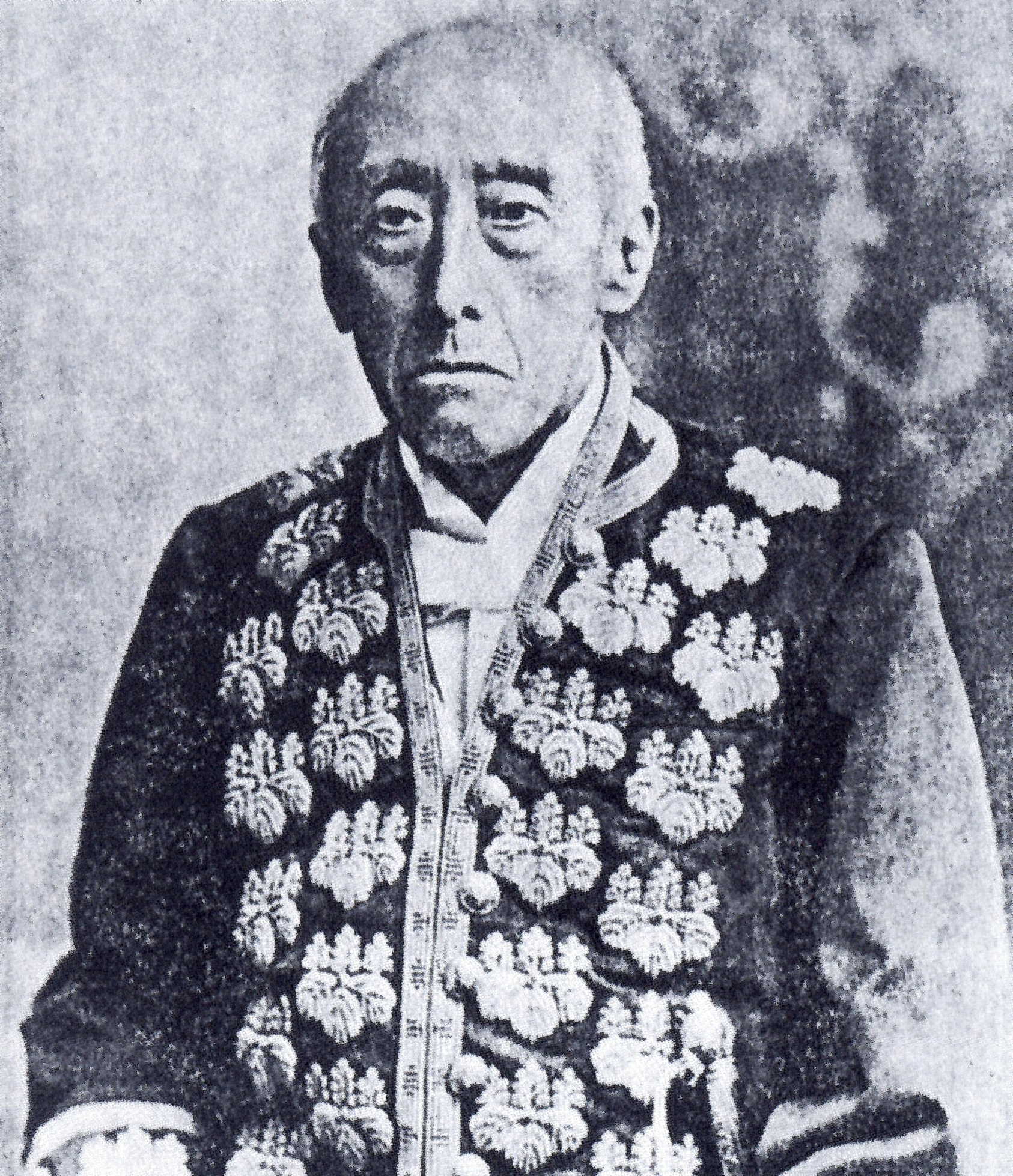
이노우에 마사나오

이노우에 마사나오(일본어: 井上正直)는 에도 시대 후기부터 메이지 시대 초기까지의 다이묘이다. 도토미 하마마쓰번 제2대 번주, 가즈사 쓰루마이번주, 쓰루마이 번지사를 지냈다. 이에모치·요시노부 시대에는 노중을 역임하였다. 하마마쓰번 이노우에 가(浜松藩井上家) 제10대 당주.
| 전임 이노우에 마사하루 | 제2대 하마마쓰번 번주 (이노우에 가문) 1847년 ~ 1868년 | 후임 폐번 및 스루가 슨푸번으로 병합 |

|  | 쓰루마이번 번주 (이노우에 가문) 1868년 ~ 1871년 | 후임 폐번치현 |